# Heterorachis harpifera
Heterorachis harpifera är en fjärilsart som beskrevs av Claude Herbulot 1954. Heterorachis harpifera ingår i släktet Heterorachis och familjen mätare. Inga underarter finns listade i Catalogue of Life.